# Hollowtech
Hollowtech – technologia firmy Shimano. Korby z tą technologią posiadają wewnątrz próżniowe komory, które znacznie obniżają masę i zwiększają sztywność ramion.
Technologię tę zastosowano w grupach szosowych: Dura-Ace, Ultegra, 105, Tiagra i Sora oraz w górskich grupach XTR, Deore XT, Deore LX, Hone, Saint.